# Millicent Percival
Millicent Percival (mất năm 2015 ) là một chính trị gia Antiguan và Barbudan và cựu Chủ tịch Thượng viện Antigua và Barbuda . Bà từng là Chủ tịch Thượng viện Antigua và Barbuda từ ngày 21 tháng 3 năm 1994 đến ngày 26 tháng 2 năm 2004 . Cô cũng là một thành viên hàng đầu trong các nhóm phụ nữ của Liên đoàn Lao động và Truyền thống Antigua và Đảng Lao động Antigua. Cô đã được tổ chức một tang lễ chính thức tại nhà thờ Anh giáo St. George's ở Fitches Creek vào ngày 11 tháng 11 năm 2016.